# Grand Cul-de-sac marin
Ne doit pas être confondu avec Petit Cul-de-sac marin ou Cul-de-sac du Marin.
Le Grand Cul-de-sac marin est une baie de la Guadeloupe, située entre la côte nord de Basse-Terre et la côte ouest de la Grande-Terre. Elle est fermée au large par des récifs coralliens.
Sa superficie atteint environ 15 000 hectares. La baie est protégée au titre de réserve naturelle et de site Ramsar.

## Topographie

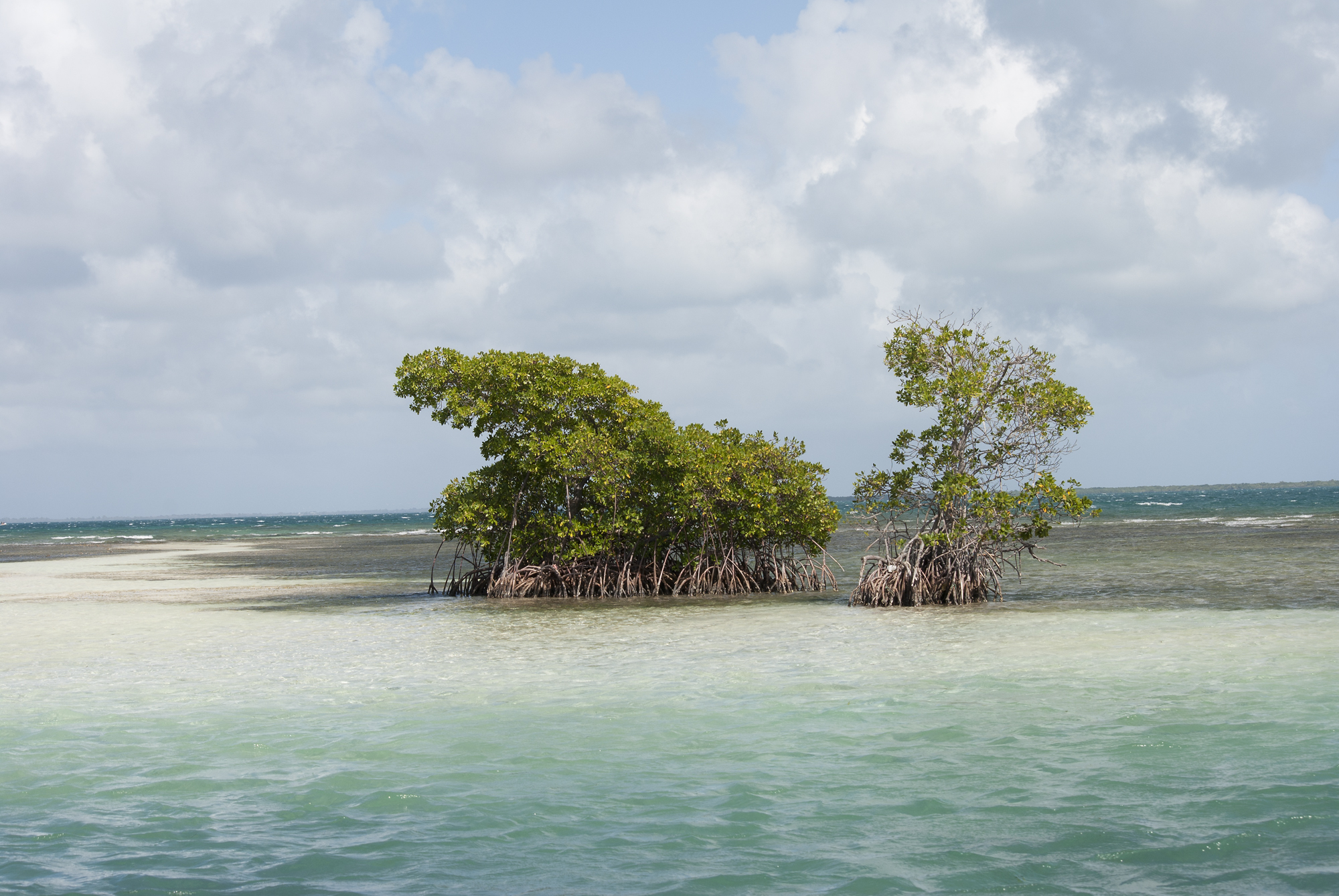
Un îlet du Grand Cul-de-sac marin avec la colonisation par un palétuvier.

Le Grand Cul-de-sac marin est une baie peu profonde (2 à 5 m) parsemée d'îlets qui est définie en aire maritime adjacente. D’une superficie de 15 000 hectares, elle est encadrée par les îles de la Basse-Terre et de la Grande-Terre. Elle est bordée par des mangroves, des forêts marécageuses et des marais herbacés sur plus de 5 000 hectares dont les fonctions écologiques sont très importantes.
Une barrière de corail ferme presque entièrement la baie ; elle débute à 5 km au nord de Sainte-Rose et s'étend sur 14 km vers l'est en direction de Vieux-Bourg, passant près des îlets Caret et Fajou. C'est la raison pour laquelle la baie est qualifiée de lagon sur certains dépliants touristiques.
Un bras de mer, la Rivière Salée, marquant la séparation entre Grande-Terre et Basse-Terre, relie le Grand Cul-de-sac au Petit Cul-de-sac marin qui constitue la baie de Pointe-à-Pitre.

### Îlots

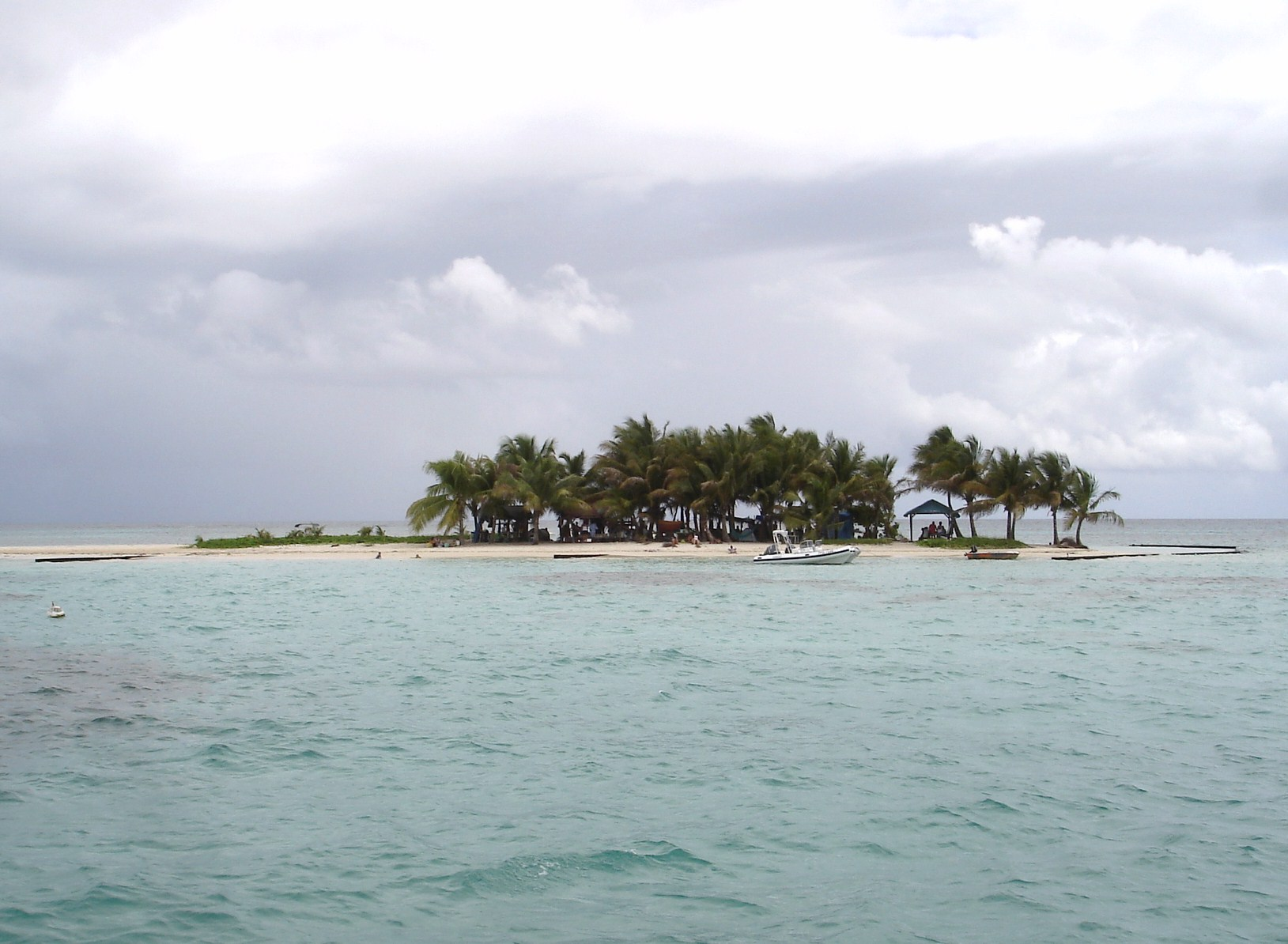
Îlet Caret vers 2014

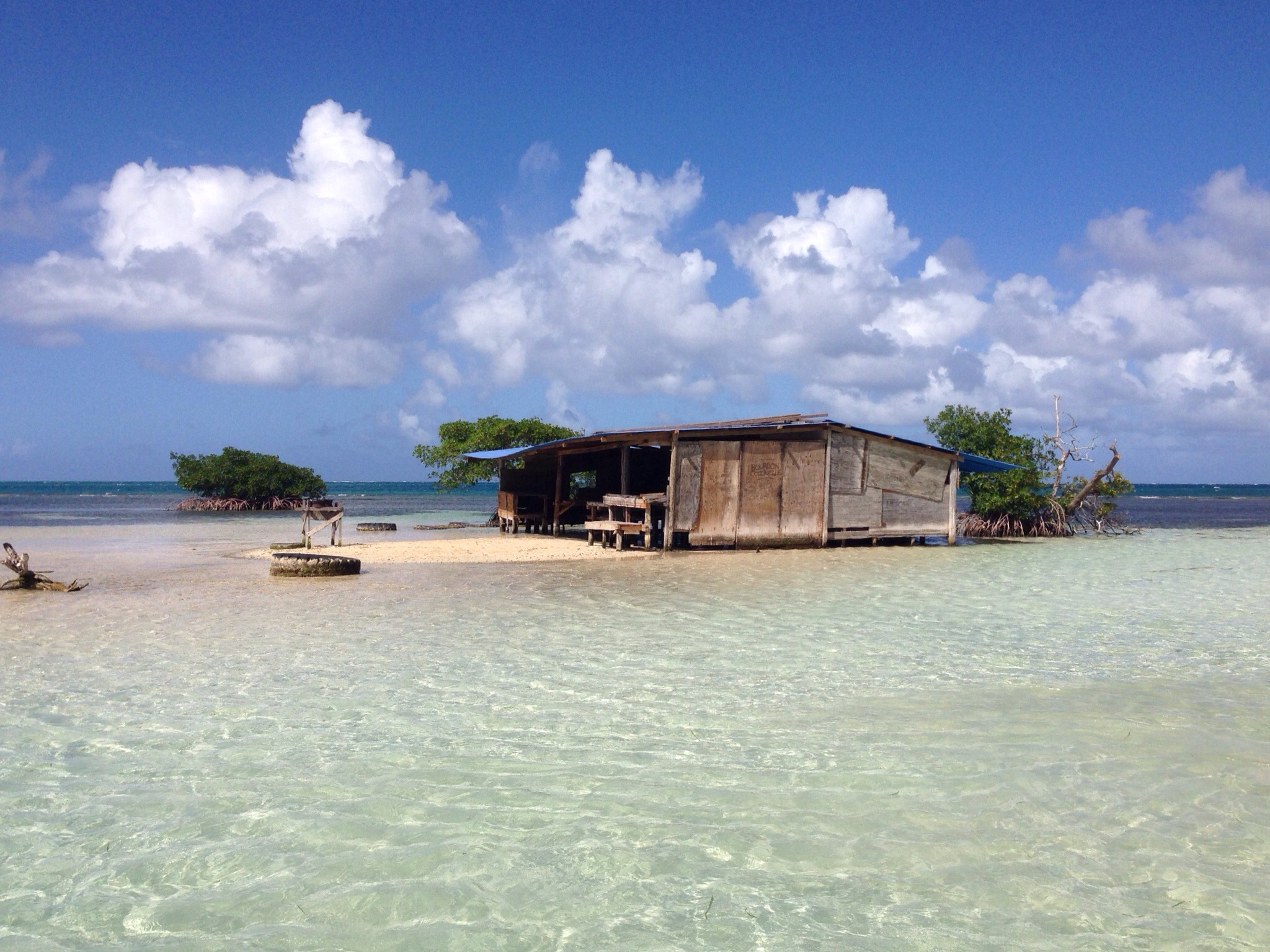
Cabane de pêcheur sur l'îlet la Biche avant sa submersion

Plusieurs îlets parsèment le Grand Cul-de-sac marin :
- Îlet Macou
- Îlet Duberran
- Îlet à Christophe
- Îlet à Colas
- Îlet à Fajou
- Îlet Mangue à Laurette
- Îlet Caret
- La Biche
- Îlet Petite Biche
- Îlet Crabière
- Îlets de Carénage
  - Îlet de la Voûte
  - Îlet Blanc
  - Grand îlet
  - Petit îlet
  - îlets des petits pompons
  - Îlet Le Boyer
  - Haie Bébel

## Réserve naturelle
Le Grand Cul-de-sac marin est une réserve naturelle maritime depuis le 23 novembre 1987 dont la gestion a été confiée en 1990 à l'établissement public Parc national de la Guadeloupe. La loi no 2006-436 du 14 avril 2006 intègre les îlets du Grand Cul-de-sac marin en cœur de parc.

### Réintroduction des lamantins
Non observé en Guadeloupe depuis le début du XXe siècle après avoir été victime d'une chasse importante, le lamantin est réintroduit en 2016 dans le Grand Cul-de-sac marin,. Deux mâles (Kaï et Junior) provenant de Singapour sont installés dans un bassin à Blachon, sur la commune du Lamentin. Junior meurt le 2 octobre 2016 à la suite d'une déficience rénale. À terme, dix femelles et cinq mâles devraient permettre d'assurer la reproduction, avant qu'une centaine d'animaux puissent être relâchés, mais les lamantins nés en captivité se révèlent inadaptés à cette réintroduction, le projet est repensé en novembre 2017 avec des animaux nés en milieu semi-naturel. Des contacts sont pris en 2018 avec le Mexique pour l'introduction de deux mâles et deux femelles.

## Site Ramsar
Le 8 décembre 1993, le Grand Cul-de-sac a été désigné site Ramsar pour l'importance et la fragilité que représente ses habitats, dont les zones littorales sont menacées par le développement urbain de l'agglomération de Pointe-à-Pitre, des Abymes et de Baie-Mahault.